# Torsades de pointes
Пируэтная тахикардия, желудочковая тахикардия «Torsades de pointes», полиморфная желудочковая тахикардия типа «пируэт», аритмия типа «пируэт» (фр. torsade de pointes — скручивание пиков) — редкая форма полиморфной желудочковой тахикардии, характеризующаяся постепенным изменением амплитуды и скручивания комплексов QRS вокруг изоэлектрической линии. Пируэтная тахикардия связана с длительным интервалом QT, который может иметь врожденный или приобретенный характер, обычно заканчивается спонтанно, но часто повторяется и может дегенерировать в фибрилляцию желудочков.
Впервые была описана французским врачом Франсуа Дессертенном в 1966 году.

## Этиология
К факторам риска для возникновения относят:
- врождённый синдром удлинённого QT-интервала (синдромы Джервелла — Ланге-Нильсена, Бругада, Романо Уорда, кардиомиопатия такоцубо);
- приобретенный длительный синдром QT вследствие нарушения баланса электролитов (гипокалиемия, гипомагниемия, гипокальциемия);
- брадикардия;
- исходные электрокардиографические нарушения;
- почечная или печеночная недостаточность;
- женский пол.

Помимо выше перечисленных факторов условия, являющиеся причиной пируэтной тахикардии, включают в себя:
- эндокринные расстройства — гипотиреоз, гиперпаратиреоз, феохромоцитома, гиперальдостеронизм, гипогликемия;
- сердечные состояния — ишемия, инфаркт миокарда, миокардит, брадиаритмия, полная атриовентрикулярная блокада;
- внутричерепные расстройства — субарахноидальное кровоизлияние, таламическая гематома, цереброваскулярная авария, энцефалит, травма головы;
- расстройства питания- нервная анорексия, голодание, диеты с жидким белком, гастропластика и илеоджунальный шунт, целиакия.

## Механизмы
Аномалия, лежащая в основе как приобретенных, так и врожденных длительных синдромов QT, находится в ионном потоке тока при реполяризации, что оказывает влияние на интервал QT. Различные изменения ионного тока могут привести к общему эффекту уменьшения реполяризованного тока, отраженного в длинном QT, и эти изменения могут в свою очередь привести к последующим деполяризующим токам, а иногда и к потенциалам действия, которые называются постдеполяризационными. Это приводит к дальнейшей задержке реполяризации и вызывает раннюю последеполяризацию, инициируют пируэтную тахикардию.

### Фазы реполяризации
1. Во время начального восходящего потенциала действия в клетке сердца в нормальном состоянии происходит быстрый чистый приток положительных ионов (Na + и Ca ++), что приводит к деполяризации клеточной мембраны. За этим следует быстрый переходный поток калия (Ito), а скорость поступления положительных ионов (Na +, Ca ++) снижается.
2. Образование плато. Положительные токи, текущие внутрь и наружу, на этой стадии становятся почти равными.
3. Опосредование активации выпадающего тока калия (IK) выпрямителя, движущегося наружу, в то время как внутренний положительный ток распадается. Если происходит медленная инактивация токов Ca ++ и Na +, этот внутренний «оконный» ток может приводить к одиночной или повторяющейся деполяризации во время фаз 2 и 3. Они возникают как патологические U-волны на электрокардиограмме, и, когда они достигают порога, они могут приводить к желудочковой тахиаритмии. Эти изменения в реполяризации встречаются не во всех клетках миокарда. Глубокая эндокардиальная область и средний миокардиальный слой желудочка более склонны к продолжению реполяризации и ранней последеполяризации, потому что они имеют менее быстрый задержанный прямой поток калия, тогда как другие области могут иметь короткие или нормальные циклы. Эта гетерогенность реполяризации в клетках миокарда способствует распространению активности, которая инициируется ранней последеполяризацией с помощью реентеративного механизма связана с пируэтной тахикардией.

## Лечение
В настоящее время выявлено шесть генетических вариантов, лежащих в основе пируэтной тахикардии. У генотипов LQT1 и LQT2 имеют медленные калиевые каналы, тогда как у LQT3 проявляются нарушения в натриевых каналах. В скором будущем методы лечения могут быть основаны на генотипе индивидуума.